# Janet Grieve

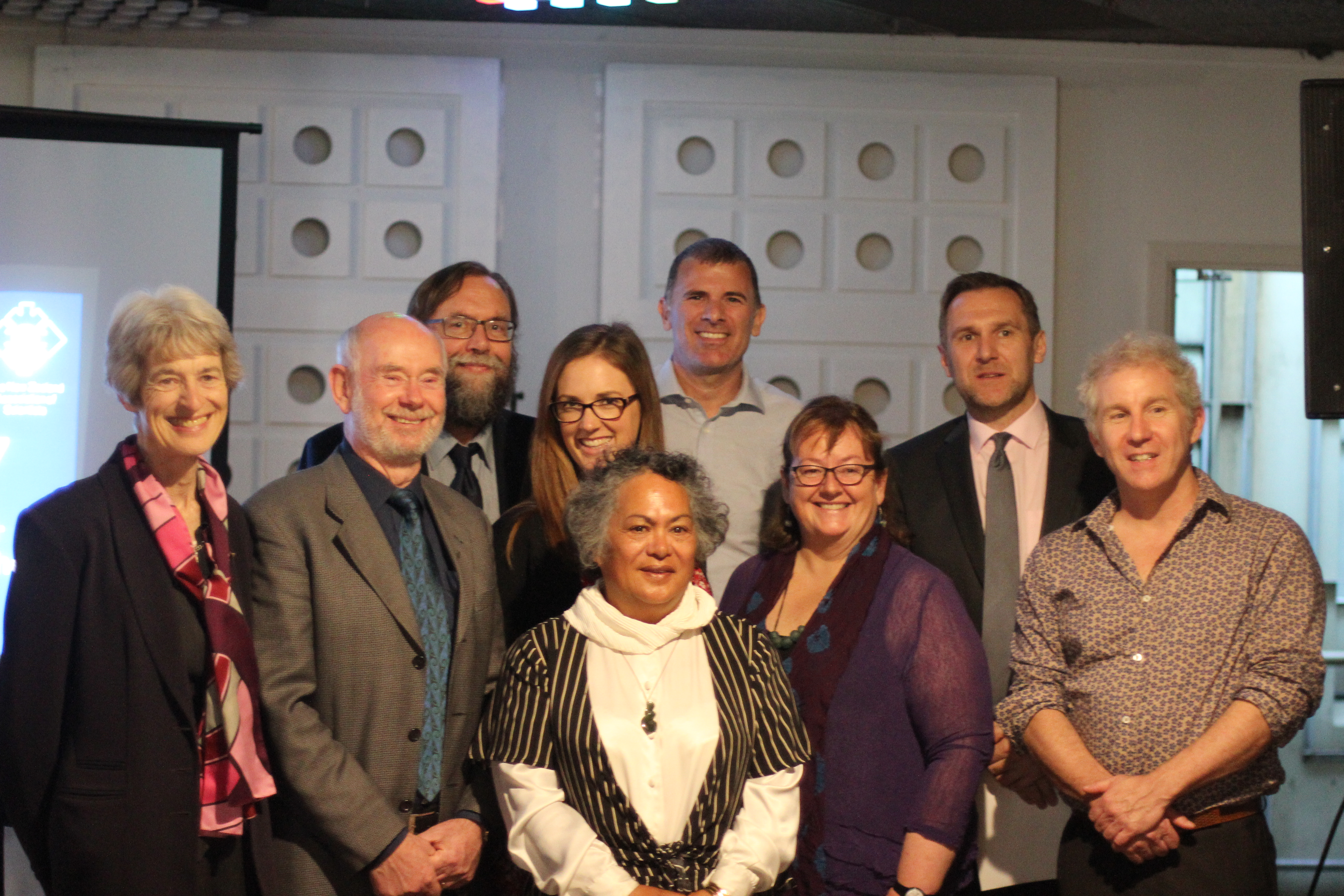
Preisverleihung der New Zealand Association of Scientists am 1. November 2017. Grieves steht links.

Janet M. Bradford-Grieve ONZM (* 1940) ist eine neuseeländische Ozeanographin. Sie ist emeritierte Forscherin am National Institute of Water and Atmospheric Research in Wellington und ist Spezialistin für die Taxonomie und Phylogenie planktonischer Ruderfußkrebse und das Zusammenspiel physikalischer und biologischer Prozesse in Meeresumgebungen. Sie war Präsidentin der New Zealand Association of Scientists und Präsidentin der World Association of Copepodologists, einer internationalen Fachgesellschaft für Ruderfußkrebsforschung.

## Leben und Werk

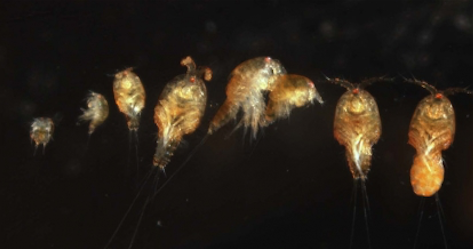
Verschiedene Entwicklungsstadien des marinen Harpacticoiden Copepoden Tigriopus brevicornis und eines Paarungspaares

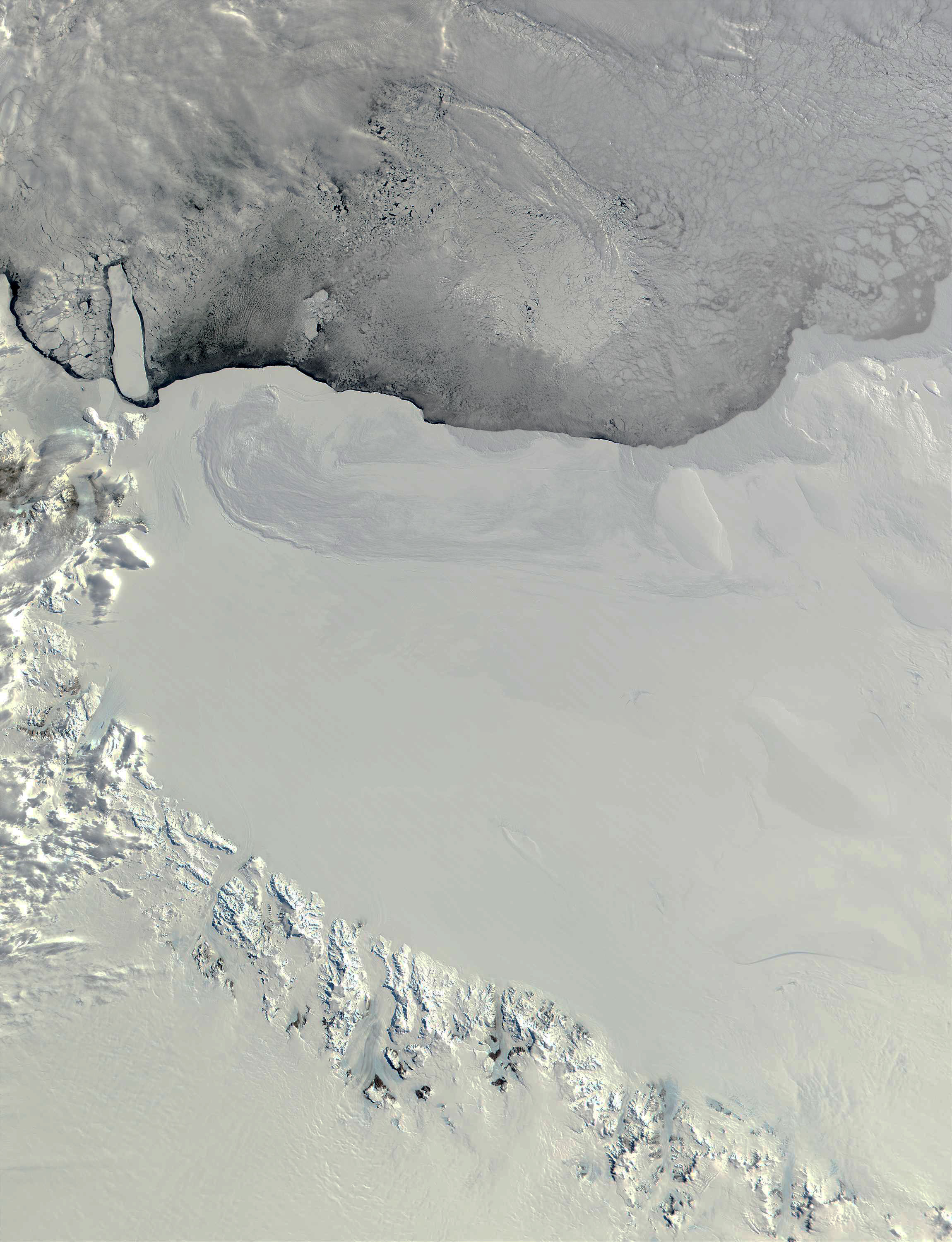
Blick auf das Ross-Schelfeis in der Antarktis vom Moderate Resolution Imaging Spectroradiometer (MODIS), wo Grieve Mitte der 1970er Jahre forschte

Grieve war an Umweltverträglichkeitsstudien des neuseeländischen Maui-Gasfeldes beteiligt. Diese Abbildung zeigt die neuseeländische Gasproduktion in Millionen Kubikmetern pro Jahr. Quelle: Energiedatendatei 2011 des Ministeriums für wirtschaftliche Entwicklung

Grieve promovierte von 1964 bis 1966 an der University of Canterbury in Christchurch bei George Knox mit der Dissertation The annual cycle of plankton off Kaikoura.
Anschließend forschte sie am New Zealand Oceanographic Institute (NZOI), welches im Rahmen der Änderungen im Zusammenhang mit dem Crown Research Institute Act von 1992 Teil des National Institute of Water and Atmospheric Research (NIWA) wurde. Dort forschte sie bis 2004, mit einer dreijährigen Unterbrechung von 1970 bis 1973 als Gastforscherin an der Smithsonian Institution in Washington, D.C. Von 1989 bis 1991 leitete sie die Marine- und Süßwasserabteilung des NZOI am Department of Scientific and Industrial Research (DSIR). Von 1988 bis 2000 war sie Präsidentin der New Zealand Association of Scientists und von 2008 bis 2011 Präsidentin der World Association of Copepodologists.
Sie nahm an der Expedition des Ross Ice Shelf Project zum zentralen Ross-Schelfeis teil. Das Team bohrte sich 1977 erfolgreich durch das Schelfeis, um Daten und Proben aus der Schelfeishöhle zu gewinnen. Sie leitete ebenfalls die Umweltuntersuchung der Entwicklung der Öl- und Gasproduktionsanlagen von Maui in der Taranaki-Bucht.
Sie begann sich für die Identifizierung und Taxonomie planktonischer Ruderfußkrebse zu interessieren, da diese Krustentiere zahlenmäßig im marinen Zooplankton dominieren und sich in der Nähe der Basis des marinen Nahrungsnetzes ernähren. Ihr Ziel war es, die in den Gewässern des Südwestpazifiks vorkommenden Arten zu dokumentieren. Man weiß, dass die planktonische Copepodenfauna Neuseelands aus Arten besteht, die zirkumglobal in subantarktischen Gewässern, kosmopolitischen Subtropen oder Subtropen im Pazifischen Ozean vorkommen, und einige einheimische Arten umfasst. Einige Arten leben in Brack- und Süßwasser. Zu dieser Fauna gehören Arten, die knapp über dem Meeresboden leben, darunter eine primitive Gattung, die für das Verständnis der Entwicklung planktonischer Copepoda von Bedeutung ist. Ihre Entdeckung ermöglichte einen Vorschlag zur Neuordnung der Klassifizierung der primitivsten Calanoid-Copepodenfamilien. Sie arbeitete mit ausländischen Kollegen an der Identität einer häufig vorkommenden planktonischen Copepodengattung Calanoides, die in Küstenauftriebssystemen vom Arabischen Meer über das südliche Afrika bis zum Golf von Biskaya lebt. Ihre Identifizierungskompetenz wurde auf eine Analyse der Nahrung von Fischlarven, die Erstellung elektronischer interaktiver Identifizierungsschlüssel als Dienstleistung für Ökologen und die Rolle von Zooplankton in den Meeresökosystemen Neuseelands angewendet.
Ihre Arbeit konzentrierte sich auf die Vielfalt der Ruderfußkrebse in den Meeren rund um Neuseeland. Sie hat eine große Anzahl neuer Arten beschrieben und neue Erkenntnisse über deren Ökologie und Lebensgeschichte gewonnen. Sie untersuchte die physikalischen und biologischen Prozesse, die die Produktivität der Ozeane steuern, und ist eine starke Verfechterin der nachhaltigen Bewirtschaftung der Meeresfischerei. Sie war Mitglied der Arbeitsgruppe, die in den 1990er Jahren die Fischereigesetzgebung überprüfte.

## Ehrungen (Auswahl)
- 1990: New Zealand 1990 Commemoration Medal
- 1995: New Zealand Marine Sciences Society Award[4]
- 2003: Fellow der Royal Society of New Zealand
- 2007: Offizier des New Zealand Order of Merit (ONZM)[5]
- 2017: 150 Women in 150 Words der Royal Society Te Apārangi

## Veröffentlichungen (Auswahl)
- mit Geoffrey A Boxshall: Partial re-assessment of the family structure of the Clausocalanoidea (Copepoda: Calanoida) using morphological data. Zoological Journal of the Linnean Society, 2019. DOI: 10.1093/zoolinnean/zly086
- mit Michael Uddstrom: The impact of climate fluctuation on food availability and reproductive performance of the planktivorous red-billed gull Larus novaehollandiae scopulinus. Journal of Animal Ecology, 2008. DOI: 10.1111/j.1365-2656.2008.01383.x
- mit L. Blanco-Bercial, G. A. Boxshall: Revision of Family Megacalanidae (Copepoda: Calanoida). Zootaxa 4229(1), 2017, S. 1–183. DOI: 10.11646/zootaxa.4229.1.1